# Passy-sur-Seine
Passy-sur-Seine is een gemeente in het Franse departement Seine-et-Marne (regio Île-de-France) en telt 43 inwoners (2009). De plaats maakt deel uit van het arrondissement Provins.

## Geografie
De oppervlakte van Passy-sur-Seine bedraagt 4,4 km², de bevolkingsdichtheid is dus 9,8 inwoners per km².
De onderstaande kaart toont de ligging van Passy-sur-Seine met de belangrijkste infrastructuur en aangrenzende gemeenten.

## Demografie
Onderstaande figuur toont het verloop van het inwonertal (bron: INSEE-tellingen).